# قصعين أبيض الأوراق
قصعين أبيض الأوراق (الاسم العلمي:Salvia leucophylla) هو نوع من النباتات يتبع جنس القصعين من الفصيلة الشفوية.